# Clusia veneralensis
Clusia veneralensis är en tvåhjärtbladig växtart som beskrevs av José Cuatrecasas. Clusia veneralensis ingår i släktet Clusia och familjen Clusiaceae. Inga underarter finns listade i Catalogue of Life.